# Shampoo

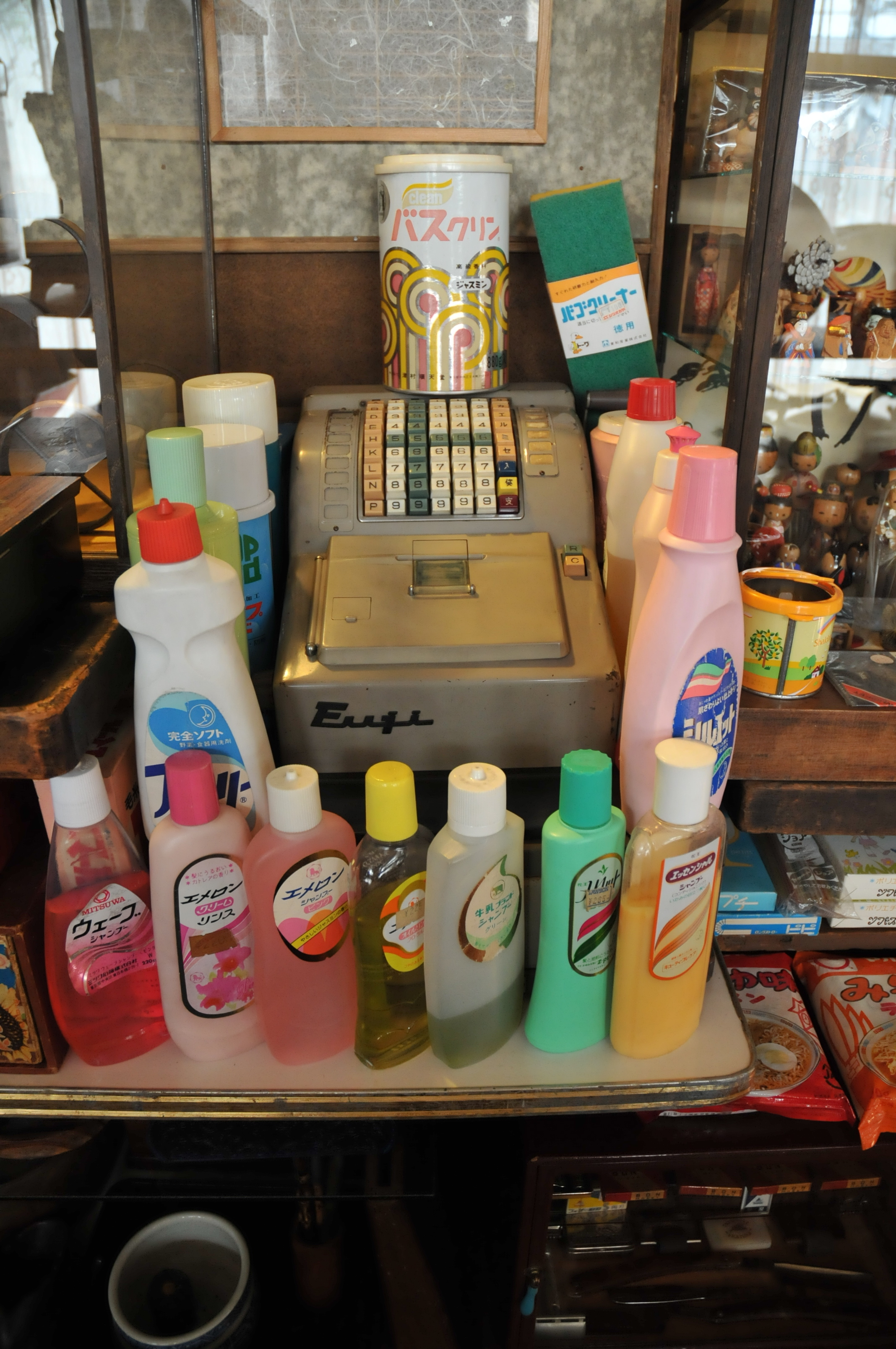
Vari flaconi di shampoo in vendita in Giappone

Lo shampoo o sciampo è un prodotto per la cura dei capelli utilizzato per rimuovere unto, sporco e particelle di pelle, inquinamento ambientale e/o altre particelle inquinanti che gradualmente si formano e depositano sui capelli, così da rendere il capello e il cuoio capelluto puliti.
L'ingrediente attivo nella maggior parte degli sciampi è il laurilsolfato di sodio (denominazione INCI:SODIUM LAURYL SULPHATE, SLS), un tensioattivo utilizzato anche in molti altri prodotti per la cura del corpo come saponi per la pelle e dentifrici per denti. Lo shampoo, quando entra in contatto con l'acqua, diviene un tensioattivo anionico, che, mentre deterge i capelli e la cute, rimuove il sebo che lubrifica il fusto.
Dopo lo shampoo è possibile utilizzare del balsamo per capelli che migliora l'agevolezza nel pettinare e definire i capelli.

## Storia
La parola shampoo nell'uso inglese risale al 1762, col significato di "massaggiare”, e già dallo stesso anno compare in italiano come “sciampo”. La parola era un prestito dall'anglo-indiano shampoo, trasformazione dall'hindi di champo, imperativo di champna ossia "fare pressione, massaggiare i muscoli, massaggio". La parola e il servizio furono introdotti da Sake Dean Mahomed (Sheikh al-Din Mohammad), che aprì un bagno pubblico per il lavaggio dei capelli o come era conosciuto "Bagni dei vapori indiani di Mahomed", sul lungomare il luogo di quello che è ora il Queen's Hotel di Brighton del 1759.
Mahomed proveniva da una famiglia musulmana del Patna, India. I suoi bagni pubblici erano come i bagni turchi dove i clienti in una tenda di flanella ricevevano un trattamento indiano di champi (lavaggio di capelli) oppure massaggi terapeutici da una persona le cui mani venivano fuori da fessure nella flanella. Il suo servizio era tanto apprezzato che egli ricevette la suprema lode nell'essere incaricato sia da Giorgio IV del Regno Unito che da Guglielmo IV. Mahomed è anche famoso per aver aperto la prima rosticceria ristorante indiana in Inghilterra, la Hindustani Coffee House.

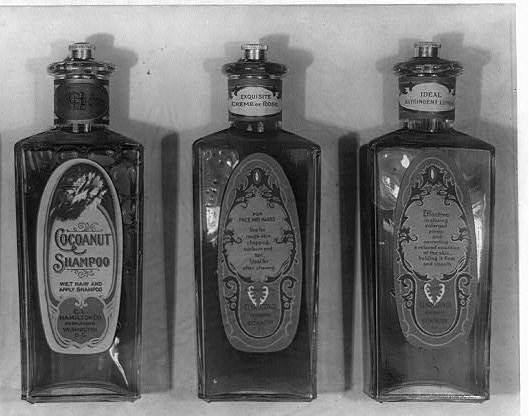
Alcune boccette di shampoo dell'inizio del ventesimo secolo.

Durante i primi stadi dello shampoo, parrucchieri inglesi bollirono sapone tagliato nell'acqua e vi aggiunsero erbe per dare ai capelli brillantezza e profumo. Kasey Hebert fu il primo fabbricante di shampoo conosciuto e l'origine è attualmente attribuita a lui: vendette il suo primo shampoo, Shaempoo nelle strade di casa sua a Londra, in Inghilterra.
Originariamente lo shampoo e il sapone erano prodotti molto simili; entrambi erano prodotti da tensioattivi, un tipo di detergente. Lo shampoo divenne la logica evoluzione dei prodotti per l'igiene personale e fu indirizzato per gli specifici bisogni dei capelli e non per il corpo in generale. Gli shampoo moderni come sono conosciuti oggi furono introdotti la prima volta nel 1930 con Drene, il primo shampoo (non saponetta) sintetico. Il balsamo per capelli è spesso utilizzato dopo lo shampoo per migliorare la struttura e l'aspetto dei capelli.

## Shampoo tradizionali

### Indonesia
I primi shampoo utilizzati in Indonesia venivano prodotti dalla pula del riso e paglia. La pula e la paglia venivano bruciate in cenere, e le ceneri (che hanno proprietà alcaline contenendo potassa) venivano mescolate con l'acqua per formare schiuma. Le ceneri e la schiuma venivano strofinate nei capelli e risciacquate, lasciando i capelli puliti ma molto secchi. Dopo lo shampoo, gli indonesiani applicavano olio di cocco per ammorbidire e lisciare i capelli.

### Shampoo a secco
Esistono delle soluzioni di erboristeria a base di maizena, mescolata a sale o a borotalco, da spargere sui capelli senza bagnarli, che permettono di eliminare l'unto e lo sporco, si spolverano e poi spazzolano, senza risciacquare. In alternativa, si utilizzano un cucchiaio di sale e mezzo bicchiere di amido.

## Descrizione
Lo shampoo deterge togliendo il sebo dai capelli. Il sebo è un olio secreto dai follicoli dei capelli che è assorbito senza difficoltà dai componenti dei capelli, e forma uno strato protettivo. Il sebo protegge la struttura della proteina dei capelli dai danni, ma questa protezione ha un prezzo: tende a raccogliere lo sporco, prodotti per lo styling e scaglie di pelle. I tensioattivi tolgono via il sebo dal gambo dei capelli in tal modo rimuovono lo sporco attaccatogli.
Mentre sia il sapone delle saponette che gli sciampi contengono tensioattivi, il sapone aderisce al sebo con tanta affinità che esso ne rimuove troppo se utilizzato sui capelli. Lo shampoo utilizza una classe differente di tensioattivi bilanciati che evitano di rimuovere troppo sebo dai capelli. Sono ritenuti migliori gli sciampi che possiedono le seguenti proprietà:
- giusta detergenza senza sgrassare;
- capacità di formare poca schiuma, ricca e delicata;
- risciacquo facile;
- minima irritazione della pelle e degli occhi;
- nessun danno ai capelli;
- bassa tossicità;
- biodegradabilità;
- pH acido (non penetra nel capello, ovvero le squame restano chiuse).

I meccanismi chimici che sono alla base della pulizia dei capelli sono simili a quello del sapone comune. I capelli non danneggiati hanno una superficie idrofoba alla quale i lipidi della pelle come il sebo si attaccano, sennonché l'acqua è inizialmente respinta. I lipidi non vengono via facilmente quando i capelli sono sciacquati con semplice acqua. Lo shampoo applicato ai capelli bagnati è assorbito nelle interfacce dei capelli. I tensioattivi anionici considerevolmente riducono la tensione superficiale e permettono la rimozione del sebo dal gambo dei capelli. I materiali untuosi non polari sul gambo dei capelli sono solubilizzati nelle strutture a micella del tensioattivo dello shampoo e sono rimossi durante il risciacquo. C'è anche notevole rimozione attraverso un effetto roll up del tensioattivo e del sebo.

## Componenti

### Detergenti
I tensioattivi, conosciuti anche come agenti inumidenti, riducono la tensione superficiale di un liquido, permettendone più facilmente la distribuzione, e la tensione superficiale tra due liquidi.
I tipi di tensioattivi più utilizzati negli shampoo sono:
- anionici;
- cationici;
- non-ionici;
- anfoteri.

Sciampi alternativi, qualche volta etichettati come privi di sodio lauriletere solfato (lauretsolfato di sodio, sodium laureth sulfate), hanno meno prodotti chimici aggressivi, tipicamente nessuno della famiglia dei solfati. Mentre è asserito che sono più gentili sui capelli umani, questi shampoo spesso vanno applicati più volte allo scopo di rimuovere efficacemente la formazione.
Alcuni shampoo hanno colori perlacei. Questo effetto è dovuto dall'aggiunta di agenti perlanti, come il distereato di glicol etilenico (glycol distearate, una cera). Il tipo e la quantità di tensioattivi determina schiuma e bolle nell'acqua. L'azione del tensioattivo può essere migliorata dall'utilizzo di chelanti, che migliorano l'azione dei tensioattivi anche in presenza di acque dure. Gli shampoo antiforfora possono contenere una maggiore quantità di tensioattivi, oltre ad additivi per evitare che questa azione sgrassante generi dermatiti da contatto e specifici antimicrobici o antifungini.

### Additivi: efficaci o discutibili?
Negli Stati Uniti la Food and Drug Administration (FDA) ha ordinato che lo shampoo contenga un'accurata lista degli ingredienti. Il governo, inoltre, regola i contenuti che i produttori di shampoo possono o meno pubblicizzare, come ad esempio vantaggi o caratteristiche particolari. I produttori, sfruttando queste norme, possono segnalare le réclame prodotte dai rivali, aiutando a far osservare le regole. Mentre tuttavia un messaggio pubblicitario può essere accettato, i metodi di test e i dettagli pubblicizzati non sono sempre chiari. Per esempio, alcuni prodotti hanno la pretesa di proteggere i capelli dai danni dovuti alle radiazioni ultraviolette. Sebbene l'ingrediente responsabile di questa protezione effettivamente blocchi i raggi UV, questo non è presente in una concentrazione sufficiente per esser efficace.
L'efficacia delle vitamine, degli amminoacidi e delle pro-vitamine nello shampoo è ancora largamente discutibile. Le vitamine e gli amminoacidi sono le componenti essenziali delle proteine e degli enzimi all'interno del corpo. Sono quelle sostanze che il nostro corpo è incapace di sintetizzare da altre sostanze. Sebbene le vitamine possano riuscire a penetrare le cellule attraverso la pelle, gli amminoacidi e le pro-vitamine sono molecole troppo grandi per entrare nella cellula dal di fuori della circolazione sanguigna, e non possono avere nessun effetto sul tessuto morto. Le proteine sono costruite dagli amminoacidi seguendo un processo biologico dell'RNA all'interno della cellula. Un capello è una lunga catena di proteine che vengono continuamente aggiunte alla radice. L'unico modo per un amminoacido di essere utile è di venir intenzionalmente legato ad altri amminoacidi, secondo uno schema preciso, da una cellula in vita.
Non essendo i capelli vivi, non c'è nessuna possibilità per un amminoacido o per una proteina di avere un qualche effetto permanente sulla salute della radice. Anche il caso delle vitamine non è stato ben spiegato. Alcuni avrebbero dimostrato qualche efficacia nel migliorare la salute della pelle, ma con tutta probabilità il beneficio è solo derivato dall'effetto delle vitamine sulle cellule vive al di sotto dell'epidermide. Volendo ricercare un beneficio, le vitamine e i minerali potrebbero migliorare la salute della crescita dei nuovi capelli, ma l'esistenza del beneficio ai capelli già esistenti non è dimostrata. Ad ogni modo, le proprietà fisiche di alcune vitamine come l'olio di tocoferolo (vitamina E) o l'acido pantotenico (pantenolo) possono avere un effetto cosmetico temporaneo sul gambo dei capelli, sebbene non abbiano alcuna bio-attività.
Fra gli ingredienti oggetto di dibattito si possono elencare: siliconi, petrolati, Paraffinum liquidum che utilizzati per la loro azione cosmetica, possono donare lucentezza e fa ritornare liscio e mosso un capello che era sfibrato e irregolare. Questi ingredienti sintetici formerebbero intorno al capello uno strato esterno poco reattivo con l'acqua, che si può accumulare e si può legare allo sporco.

## Shampoo specifici
Esistono shampoo specifici per molti tipi di capello: capelli trattati, capelli con forfora, capelli delicati, ecc. La maggior parte contiene sodio lauriletere solfato e/o laurilsolfato di sodio o altri alchil-solfati più delicati.
Alcune compagnie utilizzano ingredienti organici o botanici (come estratti di piante), spesso combinandoli in aggiunta con un tipico tensioattivo. L'efficacia di questi composti organici è controverso. Gli shampoo per bambini sono formulati in modo da essere meno irritanti per gli occhi.
In alternativa, possono esser formulati utilizzando tensioattivi non ionici, in media più delicati rispetto a quelli anionici. Alcuni shampoo per capelli ispessiscono visivamente i capelli esistenti, senza influenzare il ciclo di crescita. Gli shampoo per gli animali (come cani o gatti) hanno una formulazione specifica (dal momento che la loro pelle ha meno strati di cellule di quella umana) e possono contenere insetticidi e antiparassitari.
È importante notare che se molti shampoo ad uso umano sono appropriati anche per l'uso sugli animali, tuttavia prodotti che contengono ingredienti attivi (come lo zinco negli antiforfora) sono potenzialmente tossici poiché potrebbero essere ingeriti in gran quantità dagli animali. Esiste anche lo shampoo in forma solida, simile a una saponetta, che viene sfregato sopra i capelli; risulta tuttavia meno efficace sui capelli lunghi.